# Indicación Geográfica Protegida Pacharán Navarro

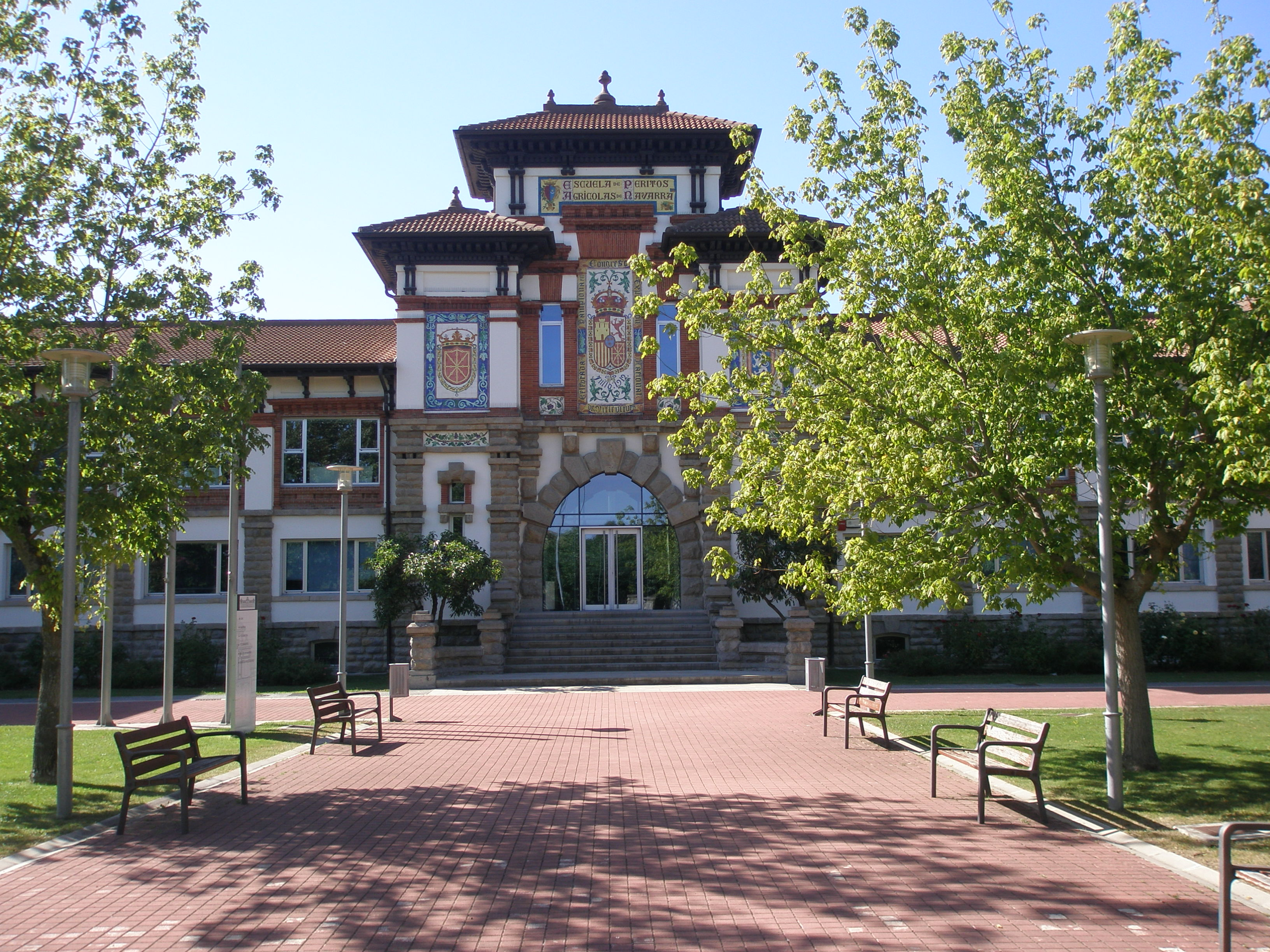
Imagen de la antigua Escuela de Peritos Agrícolas, construida en 1912 por José Yárnoz, donde actualmente se encuentra la sede de esta Indicación Geográfica Protegida.

La Indicación Geográfica Protegida Pacharán Navarro (De forma abreviada I.G.P. Pacharán Navarro) es una indicación geográfica ubicada en la Comunidad Foral de Navarra en España. Creada para regular y controlar la elaboración, producción y comercialización del pacharán bajo determinados parámetros de calidad y trazabilidad.
Esta indicación geográfica obtuvo su registro ante la Unión Europea el 12 de junio de 1989. También cuenta con registro ante la Organización Mundial de la Propiedad Intelectual desde 22 de junio de 2021.

## Sede
Actualmente este organismo tiene su sede en la antigua Escuela de Peritos Agrícolas situada en la Avenida Serapio Huici, n° 22, de Villava (Navarra) España, englobada dentro del Instituto Navarro de Tecnologías e Infraestructuras Agroalimentarias.

## Consejo Regulador

### Creación
En 1988 se creó el Consejo Regulador de Pacharán Navarro, siendo hasta la fecha el único de estas características en el mundo.

### Ámbito de actuación
La zona de elaboración está constituida por el territorio de la Comunidad Foral de Navarra.

### Competencias
Es el órgano que marca las pautas para regular el cultivo, la producción y la calidad del producto final que se produce en esta zona, con la finalidad de ofrecer al consumidor la garantía de un producto de calidad.
En cuanto al cultivo, cabe destacar que desde 1987 Navarra se ha convertido en la única zona de Europa donde, además de encontrar endrinas silvestres, también se cultivan de forma similar a otro tipo de frutales.
También, el consejo regulador ha desarrollado diversas campañas de promoción y defensa del producto.

### Composición
El Consejo Regulador del Pacharán Navarro está formado actualmente por ocho empresas (DZ Licores, Destilerías La Navarra, Licores Baines, Hijos de Pablo Esparza Bodegas Navarras, Pacharán Azanza, Domecq Wines España, Licores Usua y Destilerías Lafuente), muchas de las cuales cuentan con una larga tradición en la elaboración de este licor espirituoso.